# Portugal en la fase final de la Liga de Naciones de la UEFA 2018-19
La selección de fútbol de Portugal fue uno de los 4 equipos participantes en la Final Four de la Liga de las Naciones de la UEFA 2018-19, torneo que se realizó en Portugal entre el 5 y el 9 de junio de 2019. Portugal resultó campeona al derrotar a Países Bajos en la final.

## Clasificación
Portugal obtuvo la clasificación para la final four como primera del grupo 3 de la Liga A. Además de Portugal, el grupo estuvo conformado por las selecciones de Italia y Polonia.

### Grupo 3
| \| Equipo \| Pts. \| PJ \| PG \| PE \| PP \| GF \| GC \| Dif. \| Notas \| \| -------- \| ---- \| -- \| -- \| -- \| -- \| -- \| -- \| ---- \| ------------------- \| \| Portugal \| 8 \| 4 \| 2 \| 2 \| 0 \| 5 \| 3 \| 2 \| Acceso a final four \| \| Italia \| 5 \| 4 \| 1 \| 2 \| 1 \| 2 \| 2 \| 0 \| \| \| Polonia \| 2 \| 4 \| 0 \| 2 \| 2 \| 4 \| 7 \| -3 \| Descenso a Liga "B" \| |      |    |    |    |    |    |    |      |                     |
| Equipo | Pts. | PJ | PG | PE | PP | GF | GC | Dif. | Notas               |
| Portugal | 8    | 4  | 2  | 2  | 0  | 5  | 3  | 2    | Acceso a final four |
| Italia | 5    | 4  | 1  | 2  | 1  | 2  | 2  | 0    |                     |
| Polonia | 2    | 4  | 0  | 2  | 2  | 4  | 7  | -3   | Descenso a Liga "B" |

| 10 de septiembre de 2018, 19:45 (WEST) | Portugal        | 1:0 (0:0) | Italia | Estádio da Luz, Lisboa                                     |                                                            |
|                                        | André Silva 48' | Reporte   |        | Asistencia: 52 655 espectadores Árbitro(s): William Collum | Asistencia: 52 655 espectadores Árbitro(s): William Collum |

| 11 de octubre de 2018, 20:45 (CEST) | Polonia                         | 2:3 (1:2) | Portugal                                        | Estadio de Silesia, Chorzów                                         |                                                                     |
|                                     | Piątek 18' · Błaszczykowski 77' | Reporte   | 31' André Silva · 43' Glik · 52' Bernardo Silva | Asistencia: 48 783 espectadores Árbitro(s): Carlos del Cerro Grande | Asistencia: 48 783 espectadores Árbitro(s): Carlos del Cerro Grande |

| 17 de noviembre de 2018, 20:45 (CET) | Italia | 0:0 (0:0) | Portugal | Estadio San Siro, Milán                                    |                                                            |
|                                      |        | Reporte   |          | Asistencia: 73 000 espectadores Árbitro(s): Danny Makkelie | Asistencia: 73 000 espectadores Árbitro(s): Danny Makkelie |

| 17 de noviembre de 2018, 20:45 (WET) | Portugal        | 1:1 (1:0) | Polonia   | Estadio Dom Afonso Henriques, Guimarães                    |                                                            |
|                                      | André Silva 34' | Reporte   | 66' Milik | Asistencia: 29 917 espectadores Árbitro(s): Sergei Karasev | Asistencia: 29 917 espectadores Árbitro(s): Sergei Karasev |

## Participación

### Lista de convocados
Técnico:  Fernando Santos
El siguiente equipo fue anunciado el 23 de mayo de 2019.
| No. | Pos. | Jugador           | Fecha de nacimiento (edad)         | Apa. | Club                    |
| --- | ---- | ----------------- | ---------------------------------- | ---- | ----------------------- |
| 1   | POR  | Rui Patrício      | 15 de febrero de 1988 (31 años)    | 79   | Wolverhampton Wanderers |
| 2   | DEF  | João Cancelo      | 27 de mayo de 1994 (25 años)       | 14   | Juventus                |
| 3   | DEF  | Pepe              | 26 de febrero de 1983 (36 años)    | 105  | Porto                   |
| 4   | DEF  | Rúben Dias        | 14 de mayo de 1997 (22 años)       | 9    | Benfica                 |
| 5   | DEF  | Raphaël Guerreiro | 22 de diciembre de 1993 (25 años)  | 32   | Borussia Dortmund       |
| 6   | DEF  | José Fonte        | 22 de diciembre de 1983 (35 años)  | 36   | Lille                   |
| 7   | DEL  | Cristiano Ronaldo | 5 de febrero de 1985 (34 años)     | 156  | Juventus                |
| 8   | MED  | João Moutinho     | 8 de septiembre de 1986 (32 años)  | 114  | Wolverhampton Wanderers |
| 9   | DEL  | Dyego Sousa       | 14 de septiembre de 1989 (29 años) | 2    | Braga                   |
| 10  | MED  | Bernardo Silva    | 10 de agosto de 1994 (24 años)     | 35   | Manchester City         |
| 11  | DEL  | Diogo Jota        | 4 de diciembre de 1996 (22 años)   | 0    | Wolverhampton Wanderers |
| 12  | POR  | José Sá           | 17 de enero de 1993 (26 años)      | 0    | Olympiacos              |
| 13  | MED  | Danilo Pereira    | 9 de septiembre de 1991 (27 años)  | 32   | Porto                   |
| 14  | MED  | William Carvalho  | 7 de abril de 1992 (27 años)       | 55   | Real Betis              |
| 15  | MED  | Rafa Silva        | 17 de mayo de 1993 (26 años)       | 15   | Benfica                 |
| 16  | MED  | Bruno Fernandes   | 8 de septiembre de 1994 (24 años)  | 11   | Sporting CP             |
| 17  | MED  | Gonçalo Guedes    | 29 de noviembre de 1996 (22 años)  | 15   | Valencia                |
| 18  | MED  | Rúben Neves       | 13 de marzo de 1997 (22 años)      | 10   | Wolverhampton Wanderers |
| 19  | DEF  | Mário Rui         | 27 de mayo de 1991 (28 años)       | 8    | Napoli                  |
| 20  | DEF  | Nélson Semedo     | 16 de noviembre de 1993 (25 años)  | 8    | Barcelona               |
| 21  | MED  | Pizzi             | 6 de octubre de 1989 (29 años)     | 14   | Sporting CP             |
| 22  | POR  | Beto              | 1 de junio de 1982 (37 años)       | 16   | Göztepe                 |
| 23  | DEL  | João Félix        | 10 de noviembre de 1999 (19 años)  | 0    | Sporting CP             |

### Semifinales

#### Portugal vs. Suiza
| 5 de junio de 2019, 19:45 (WEST) | Portugal            | 3:1 (1:0) | Suiza                | Estadio do Dragão, Oporto                               |                                                         |
|                                  | Ronaldo 25' 88' 90' | Reporte   | 57' (pen.) Rodríguez | Asistencia: 42 415 espectadores Árbitro(s): Felix Brych | Asistencia: 42 415 espectadores Árbitro(s): Felix Brych |

| Portugal | Suiza |

| POR             | 1  | Rui Patrício      |  |        |
| DEF             | 20 | Nélson Semedo     |  |        |
| DEF             | 3  | Pepe              |  | 63'    |
| DEF             | 4  | Rúben Dias        |  |        |
| DEF             | 5  | Raphaël Guerreiro |  |        |
| MED             | 16 | Bruno Fernandes   |  | 90'+1' |
| MED             | 14 | William Carvalho  |  |        |
| MED             | 18 | Rúben Neves       |  |        |
| MED             | 10 | Bernardo Silva    |  |        |
| DEL             | 23 | João Félix        |  | 70'    |
| DEL             | 7  | Cristiano Ronaldo |  |        |
| Cambios:        |    |                   |  |        |
| DEF             | 6  | José Fonte        |  | 63'    |
| DEL             | 12 | Gonçalo Guedes    |  | 70'    |
| MED             | 17 | João Moutinho     |  | 90'+1' |
| Entrenador:     |    |                   |  |        |
| Fernando Santos |    |                   |  |        |

| POR               | 1  | Yann Sommer         |     |     |
| DEF               | 2  | Kevin Mbabu         |     |     |
| DEF               | 22 | Fabian Schär        | 68' |     |
| DEF               | 5  | Manuel Akanji       |     |     |
| DEF               | 13 | Ricardo Rodríguez   |     |     |
| MED               | 17 | Denis Zakaria       |     | 71' |
| MED               | 10 | Granit Xhaka        | 66' |     |
| MED               | 8  | Remo Freuler        |     | 89' |
| MED               | 14 | Steven Zuber        |     | 83' |
| DEL               | 23 | Xherdan Shaqiri     | 85' |     |
| DEL               | 9  | Haris Seferović     |     |     |
| Cambios:          |    |                     |     |     |
| MED               | 20 | Edimilson Fernandes |     | 71' |
| DEL               | 11 | Renato Steffen      |     | 83' |
| DEL               | 19 | Josip Drmić         |     | 89' |
| Entrenador:       |    |                     |     |     |
| Vladimir Petković |    |                     |     |     |

| Jugador del partido: Cristiano Ronaldo Árbitros asistentes: Mark Borsch Stefan Lupp Cuarto árbitro: Viktor Kassai Árbitro asistente de video: Christian Dingert Árbitros asistentes del árbitro asistente de video: Tobias Stieler |

### Final

#### Portugal vs. Países Bajos
| 9 de junio de 2019, 19:45 (WEST) | Portugal   | 1:0 (0:0) | Países Bajos | Estadio do Dragão, Oporto                                            |                                                                      |
|                                  | Guedes 60' | Reporte   |              | Asistencia: 43 199 espectadores Árbitro(s): Alberto Undiano Mallenco | Asistencia: 43 199 espectadores Árbitro(s): Alberto Undiano Mallenco |

|  |  |

| POR             | 1  | Rui Patrício      |  |       |
| DEF             | 20 | Nélson Semedo     |  |       |
| DEF             | 4  | Rúben Dias        |  |       |
| DEF             | 6  | José Fonte        |  |       |
| DEF             | 5  | Raphaël Guerreiro |  |       |
| MED             | 13 | Danilo Pereira    |  |       |
| MED             | 14 | William Carvalho  |  | 90+3' |
| MED             | 16 | Bruno Fernandes   |  | 81'   |
| DEL             | 7  | Cristiano Ronaldo |  |       |
| DEL             | 17 | Gonçalo Guedes    |  | 75'   |
| DEL             | 10 | Bernardo Silva    |  |       |
| Cambios:        |    |                   |  |       |
| MED             | 15 | Rafa Silva        |  | 75'   |
| DEL             | 8  | João Moutinho     |  | 81'   |
| DEL             | 18 | Rúben Neves       |  | 90+3' |
| Entrenador:     |    |                   |  |       |
| Fernando Santos |    |                   |  |       |

| POR           | 1  | Jasper Cillessen    |       |     |
| DEF           | 22 | Denzel Dumfries     | 88'   |     |
| DEF           | 3  | Matthijs de Ligt    |       |     |
| DEF           | 4  | Virgil van Dijk     | 90+1' |     |
| DEF           | 17 | Daley Blind         |       |     |
| MED           | 15 | Marten de Roon      |       | 81' |
| MED           | 21 | Frenkie de Jong     |       |     |
| MED           | 8  | Georginio Wijnaldum |       |     |
| DEL           | 7  | Steven Bergwijn     |       | 60' |
| DEL           | 10 | Memphis Depay       |       |     |
| DEL           | 9  | Ryan Babel          |       | 46' |
| Cambios:      |    |                     |       |     |
| DEL           | 11 | Quincy Promes       |       | 46' |
| DEL           | 20 | Donny van de Beek   |       | 60' |
| DEL           | 19 | Luuk de Jong        |       | 81' |
| Entrenador:   |    |                     |       |     |
| Ronald Koeman |    |                     |       |     |

| Jugador del partido: Rúben Dias Árbitros asistentes: Roberto Alonso Fernández Juan Carlos Yuste Jiménez Cuarto árbitro: Antonio Mateu Lahoz Quinto árbitro: Raúl Cabañero Martínez Árbitro asistente de video: Alejandro Hernández Hernández Árbitros asistentes del árbitro asistente de video: Juan Martínez Munuera |

|                     |
| Bandera de Portugal |
| Campeón             |
| Portugal            |
| 1.º título          |